# Sean Baker
Sean Baker (Summit, 26 febbraio 1971) è un regista, sceneggiatore, montatore e produttore cinematografico statunitense attivo nel cinema indipendente. È noto per i film Tangerine (2015) e Un sogno chiamato Florida (2017) ma soprattutto per Anora (2024), che gli è valso la Palma d'oro al Festival di Cannes e quattro Premi Oscar.

## Biografia
Nato e cresciuto nel New Jersey, Baker ha una sorella, Stephonik Youth, musicista synth-pop che ha fatto da scenografa a molti suoi film. Si laurea in filmologia alla Tisch School of the Arts dell'Università di New York. In precedenza, aveva studiato montaggio digitale alla New School del Greenwich Village. Il suo lungometraggio d'esordio, Four Letter Words (2000), in cui si occupa di sceneggiatura, regia e montaggio, è su un gruppo di giovani senza meta.
A esso fa seguire Take Out, che co-sceneggia, co-dirige, co-monta e co-produce assieme a Tsou Shih-ching, oltre a dirigerne la fotografia. Il film parla di un immigrato clandestino cinese che lavora come fattorino con un giorno di tempo per saldare il debito coi suoi trafficanti. È stato presentato nel 2004 allo Slamdance Film Festival, ma non è arrivato in sala fino al 2008, anno in cui il terzo lungometraggio di Baker, Prince of Broadway, ha avuto la sua anteprima al Los Angeles Film Festival. Prince of Broadway segue un intrallazzino newyorkese che vive della contraffazione di marchi registrati e che scopre di avere un figlio. Baker scrive, dirige, co-produce, monta e cura nuovamente la fotografia del film, che ha una distribuzione limitata negli Stati Uniti due anni dopo. Entrambi vengono candidati al premio John Cassavetes agli Independent Spirit Awards 2009.
Il successivo Starlet segna l'inizio della collaborazione alla sceneggiatura con Chris Bergoch ed è interpretato per la prima volta da un'attrice professionista, Dree Hemingway. Una storia d'amicizia femminile intergenerazionale nella valle di San Fernando, viene presentata al festival SXSW nel 2012 e distribuita l'anno stesso nelle sale. Il suo quinto lungometraggio, Tangerine, oltre che per la consueta originalità della trama, questa volta incentrata su una prostituta transgender che scopre l'infedeltà del suo ragazzo (e pappone), si mette in luce per meriti tecnici, interamente girato su iPhone 5S ma mantenendo comunque qualità filmiche che la critica definirà «espressive, calorose» e «sofisticate». Prodotto sotto l'egida di Mark e Jay Duplass, il film vede Baker ricoprire i suoi soliti ruoli e viene distribuito dalla Magnolia Pictures dopo un'anteprima al Sundance Film Festival 2015.
Firma poi Un sogno chiamato Florida, che, presentato alla Quinzaine des Réalisateurs del Festival di Cannes 2017 e distribuito da A24, gli frutta i migliori incassi della sua carriera (11,3 milioni di dollari contro un budget di 3). Il film, diretto, co-sceneggiato, montato e co-prodotto da Baker, vede protagoniste una bambina di 6 anni e la sua giovane madre, povere residenti di un motel floridiano nei pressi del Walt Disney World Resort. Eletto dalla National Board of Review e dall'American Film Institute uno dei migliori 10 film dell'anno, riceve anche il plauso unanime della critica e una candidatura ai premi Oscar per l'interpretazione di Willem Dafoe del gestore del motel. Nel 2018 viene invitato a far parte dell'Academy of Motion Picture Arts and Sciences.
Baker ha successivamente diretto il lungometraggio Red Rocket con Simon Rex nel ruolo di Mikey, un attore pornografico che torna nella sua città natale in Texas. Baker ha diretto, co-scritto e co-prodotto il film con il suo solito team composto, tra gli altri, da Bergoch e Tsou. Il film, le cui riprese si sono svolte in segreto durante la pandemia di COVID-19, ha ricevuto una standing ovation al Festival di Cannes 2021. È stato distribuito negli Stati Uniti da A24 il 10 dicembre 2021.
Nel 2024 il lungometraggio Anora viene presentato in concorso al Festival di Cannes 2024, vincendo la Palma d'Oro e poco dopo l'Oscar nel 2025. Baker diventa così l'unica persona a vincere personalmente quattro Oscar per un film, eguagliando il record di Walt Disney del 1954, che però ne aveva vinti quattro per quattro pellicole differenti.

## Filmografia

### Regista
Cinema
- Four Letter Words (2000)
- Take Out (2004)
- Prince of Broadway (2008)
- Starlet (2012)
- Tangerine (2015)
- Un sogno chiamato Florida (The Florida Project) (2017)
- Red Rocket (2021)
- Anora (2024)

Televisione
- Greg the Bunny – serie TV, episodio 1x11 (2005)
- Warren the Ape – serie TV, 4 episodi (2010)

Spot pubblicitari
- Snowbird – Kenzo (2016)
- FW21 – Khaite (2021)

### Sceneggiatore
Cinema
- Four Letter Words (2000)
- Take Out (2004)
- Prince of Broadway (2008)
- Starlet (2012)
- Tangerine (2015)
- Un sogno chiamato Florida (The Florida Project) (2017)
- Red Rocket (2021)
- Anora (2024)
- Left-Handed Girl (2025), regia di Shih-Ching Tsou

Televisione
- Greg the Bunny – serie TV, episodi 1x04-1x11 (2005)
- Warren the Ape – serie TV, 12 episodi (2010)

Spot pubblicitari
- Snowbird – Kenzo (2016)

### Montatore
Cinema
- Four Letter Words (2000)
- Take Out (2004)
- Prince of Broadway (2008)
- Starlet (2012)
- Tangerine (2015)
- Un sogno chiamato Florida (The Florida Project) (2017)
- Red Rocket (2021)
- Anora (2024)
- Left-Handed Girl (2025), regia di Shih-Ching Tsou

Televisione
- Greg the Bunny – serie TV, episodio 1x11 (2005)

Spot pubblicitari
- Snowbird – Kenzo (2016)
- FW21 – Khaite (2021)

### Produttore
Cinema
- Take Out (2004)
- Prince of Broadway (2008)
- Starlet (2012)
- Tangerine (2015)
- Un sogno chiamato Florida (The Florida Project) (2017)
- Red Rocket (2021)
- Anora (2024)
- Left-Handed Girl (2025)

Televisione
- Warren the Ape – serie TV, 11 episodi (2010)

Spot pubblicitari
- Snowbird – Kenzo (2016)

### Direttore della fotografia
Cinema
- Take Out (2004)
- Prince of Broadway (2008)
- Tangerine (2015)

Televisione
- Greg the Bunny – serie TV, episodio 1x11 (2005)

## Riconoscimenti
- Premio Oscar
  - 2025 – Miglior film per Anora
  - 2025 – Miglior regia per Anora
  - 2025 – Miglior sceneggiatura originale per Anora
  - 2025 – Miglior montaggio per Anora
- Golden Globe
  - 2025 – Candidatura al miglior film commedia o musicale per Anora
  - 2025 – Candidatura al miglior regista per Anora
  - 2025 – Candidatura alla miglior sceneggiatura per Anora
- British Academy Film Award
  - 2025 – Miglior casting per Anora
  - 2025 – Candidatura al Miglior film per Anora
  - 2025 – Candidatura al Miglior regista per Anora
  - 2025 – Candidatura al Miglior sceneggiatura originale per Anora
  - 2025 – Candidatura al Miglior montaggio per Anora
- 2025 – David di Donatello[18]
  - Miglior film internazionale
- Critics Choice Awards
  - 2025 – Miglior film per Anora
  - 2025 – Candidatura al Miglior regista per Anora
  - 2025 – Candidatura al Miglior sceneggiatura originale per Anora
  - 2025 – Candidatura al Miglior montaggio per Anora
- Directors Guild of America Award
  - 2025 – Miglior regista cinematografico per Anora
- Producers Guild of America Awards
  - 2025 – Produttore del miglior film per Anora
- Festival di Cannes
  - 2017 – In concorso alla Quinzaine des Rèalisateurs con Un sogno chiamato Florida
  - 2021 – In concorso per la Palma d'oro con Red Rocket
  - 2024 – Palma d'oro per Anora[17]
- Locarno Festival
  - 2008 – In concorso per il Pardo d'oro Cineasti del presente - Premio Nescens con Prince of Broadway
  - 2012 – In concorso per il Pardo d'oro con Starlet
- Independent Spirit Award
  - 2009 – Candidatura al premio John Cassavetes per Prince of Broadway
  - 2009 – Candidatura al premio John Cassavetes per Take Out
  - 2013 – Premio Robert Altman per Starlet
  - 2013 – Candidatura al premio John Cassavetes per Starlet
  - 2016 – Candidatura al miglior film per Tangerine
  - 2016 – Candidatura al miglior regista per Tangerine
  - 2018 – Candidatura al miglior film per Un sogno chiamato Florida
  - 2018 – Candidatura al miglior regista per Un sogno chiamato Florida
  - 2025 – Miglior film per Anora
  - 2025 – Miglior regista per Anora
- Chicago Film Critics Association
  - 2017 – Candidatura al miglior montaggio per Un sogno chiamato Florida
  - 2021 – Migliore sceneggiatura originale per Red Rocket
- Gotham Independent Film Award
  - 2015 – Premio del pubblico per Tangerine
  - 2015 – Candidatura al miglior film per Tangerine
  - 2017 – Candidatura al miglior film per Un sogno chiamato Florida
  - 2017 – Candidatura al premio del pubblico per Un sogno chiamato Florida
  - 2021 – Candidatura alla migliore sceneggiatura per Red Rocket
  - 2024 - Candidatura al miglior film per Anora
  - 2024 - Candidatura al miglior regista per Anora
- New York Film Critics Circle Award
  - 2017 – Miglior regista per Un sogno chiamato Florida
- Satellite Award
  - 2018 – Candidatura al miglior regista per Un sogno chiamato Florida
  - 2018 – Candidatura alla migliore sceneggiatura originale per Un sogno chiamato Florida